# Grimselpasset
Grimselpasset (tyska: Grimselpass) är ett bergspass i Schweiz.   Det ligger mellan Haslidalen i kantonen Bern och Goms i kantonen Valais, 80 km sydost om huvudstaden Bern. Grimselpasset ligger 2 164 meter över havet. 

Vattenmagasin i Haslidalen

Trakten runt passet består i huvudsak av gräsmarker, naket berg och sjöar som fungerar som vattenmagasin för kraftverken i Haslidalen. Vid passet ligger sjön Totensee. Årsmedeltemperaturen i trakten är −1 °C. Genomsnittlig årsnederbörd är 2 465 millimeter. 
Bilvägen över Grimselpasset är vanligen öppen maj till september.

## Historia
Passet omnämns i bevarade dokument först på 1300-talet. Då fanns redan hospitset Grimselspittel. År 1397 beslutade representanter för städerna Bern, Thun, Unterseen liksom Haslidalen, Goms och Val Formazza att säkra handeln på och underhålla vägen över Grimsel- och Gries-passen. Vägen användes för transport av jordbruksprodukter till och från marknaden i Domodossola, men förlorade sin betydelse när Gotthardjärnvägen öppnats 1882. Redan på 1700-talet omtalas turister vid passet. 1894 öppnades en ny passväg som byggdes ut när Haslidalens kraftverk anlades med början på 1920-talet. Det gamla hospitset står under ytan av vattenmagasinet Grimselsee och 1932 öppnades ett nytt hospits.  Under åren 1941-43 anlades numera nerlagda artillerifort runt Grimselsee.